# Trophée Barthés 2024
Navigation
2023
Le Trophée Barthés 2024 est la septième édition de la compétition africaine de rugby à XV des moins de 20 ans. Le tournoi a lieu à Harare au Zimbabwe.
Le Kenya remporte la compétition pour la troisième fois.

## Format
Les quatre équipes se rencontrent une fois, pour un total de six matchs disputés. Le vainqueur de la compétition est qualifié pour l'édition 2024 du Trophée mondial des moins de 20 ans, organisée en Écosse.
Tous les matchs se déroulent au Harare Sports Club (en), à Harare.

## Classement et résultats

### Classement
| Rang | Pays         | J | V | N | D | Bo | Bd | Pm  | Pe  | Diff | Pts |
| ---- | ------------ | - | - | - | - | -- | -- | --- | --- | ---- | --- |
| 1    | Kenya -20    | 3 | 3 | 0 | 0 | 3  | 0  | 118 | 58  | +60  | 15  |
| 2    | Zimbabwe -20 | 3 | 2 | 0 | 1 | 2  | 0  | 94  | 72  | +22  | 10  |
| 3    | Namibie -20  | 3 | 1 | 0 | 2 | 3  | 0  | 77  | 97  | -20  | 7   |
| 4    | Tunisie -20  | 3 | 0 | 0 | 3 | 0  | 0  | 53  | 128 | -75  | 0   |

|  | Vainqueur. |

### 1rejournée
| 20 avril | Kenya -20 | 34 - 28 (23 - 6) | Namibie -20 |  |
| 20 avril |           |                  |             |  |
| 20 avril |           |                  |             |  |

| 20 avril | Zimbabwe -20 | 46 - 21 (22 - 11) | Tunisie -20 |  |
| 20 avril |              |                   |             |  |
| 20 avril |              |                   |             |  |

### 2ejournée
| 24 avril | Kenya -20 | 56 - 17 (26 - 5) | Tunisie -20 |  |
| 24 avril |           |                  |             |  |
| 24 avril |           |                  |             |  |

| 24 avril | Zimbabwe -20 | 35 - 23 (17 - 11) | Namibie -20 |  |
| 24 avril |              |                   |             |  |
| 24 avril |              |                   |             |  |

### 3ejournée
| 28 avril | Namibie -20 | 26 - 15 (6 - 5) | Tunisie -20 |  |
| 28 avril |             |                 |             |  |
| 28 avril |             |                 |             |  |

| 28 avril | Zimbabwe -20 | 13 - 28 (10 - 17) | Kenya -20 |  |
| 28 avril |              |                   |           |  |
| 28 avril |              |                   |           |  |